# Laughing Boy
Laughing Boy (wörtlich: Lachender Junge) ist eine 1929 erschienene Erzählung über eine Liebesgeschichte unter Navajo-Indianern des US-amerikanischen Ethnologen, Anthropologen und Schriftstellers Oliver La Farge (1901–1963), des langjährigen Präsidenten der Association on American Indian Affairs. Er wurde 1930 für den Roman mit dem Pulitzer-Preis ausgezeichnet.

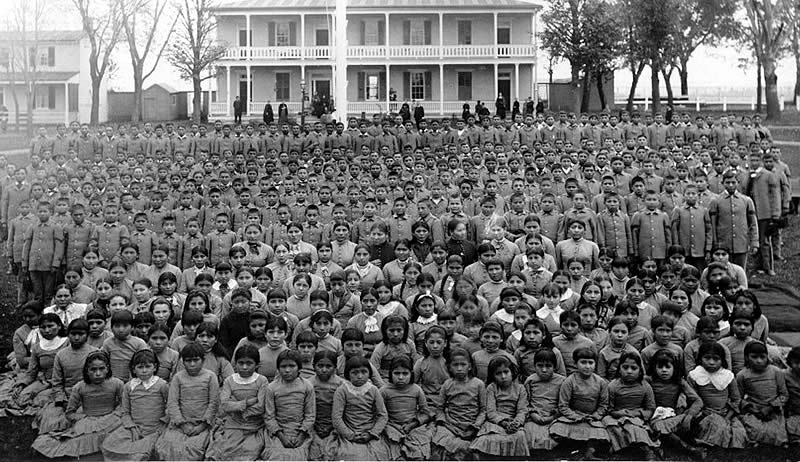
Schüler der Carlisle Indian Industrial School, einem Indianer-Internat in Carlisle, Pennsylvania (ca. 1900)

## Handlung
Der um das Jahr 1914 an einem Ort namens T’o Tlakai spielende Roman schildert die Liebesgeschichte zwischen Laughing Boy und Slim Girl (dünnes Mädchen) aus dem Indianer-Stamm der Navajos. Der Titelheld, Laughing Boy, versucht ein Erwachsener zu werden, der in seinem Stamm respektiert wird. Der mit den Zeremonien, Riten und Bräuchen seiner Stammeskultur vertraute Heranwachsende ist bereits ein versierter Schmuckhersteller und kann bei Veranstaltungen mit Wildpferden – die er entweder gefangen oder geschickt auf dem Markt erhandelt hat – gut konkurrieren. Bereits der erste Satz des Romans stellt seine Vorlieben klar: Er ritt die hundert Meilen von T'o Tlakai nach Tse Lani, um an einem Tanz teilzunehmen, oder besser gesagt, für die Pferderennen, die danach kommen würden.
Bei einem Stammestreffen trifft Laughing Boy auf die schöne, geheimnisvolle junge Frau namens Slim Girl. Die tragische Verstrickung zwischen zwei Kulturen der heimatlos gewordenen jungen Indianerin steht im Zentrum des Romans. Die Komplikationen ergeben sich unmittelbar aus ihren früheren Erfahrungen in den Indian Schools. Bei diesen Indianerschulen handelt es sich um Internatsschulen, die unter der Schirmherrschaft des Bureau of Indian Affairs standen. Indianische Kinder zahlreicher Stämme wurden in diese Schulen geschickt. Sie waren im Allgemeinen gezwungen, ihre traditionelle Lebensweise zugunsten der europäisch-amerikanischen Kultur aufzugeben. Erst 1924, im Indian Citizenship Act (englisch: Indianer-Staatsbürgerschaftsgesetz), war den amerikanischen Indianern die volle Staatsbürgerschaft der Vereinigten Staaten zugesprochen worden. 
Laughing Boy heiratet Slim Girl trotz ihrer „amerikanischen“ Erziehung und den Warnungen seiner Familie. Als Laughing Boy und Slim Girl von den traditionellen Dörfern wegziehen, geraten sie aufgrund ihrer unterschiedlichen Erziehung in einen Aufruhr um Liebe und Hoffnung, Ehre und nationales Erbe. Während sie ihre erste Liebe erleben, müssen sie sich auch der veränderten Lebensweise und deren tragischen Folgen stellen.
La Farge bietet mit seiner fiktionalen Geschichte einen seltenen Einblick in den realen Lebensstil und in das Territorium der Navajo, dabei erzählt er, ohne eine direkte Anklage der Zivilisation der Weißen, aber auch ohne eine Romantisierung der Indianer. In seinem einleitenden Hinweis stellt er klar:

„This story is meant neither to instruct nor to prove a point, but to amuse.  It is not propaganda, nor an indictment of anything. The hostility with which certain of the characters in it view Americans and the American system is theirs, arising from the plot, and not the author’s. The picture is frankly one-sided. It is also entirely possible. / dt. Diese Geschichte soll weder belehren noch etwas beweisen, sondern amüsieren. Es ist weder Propaganda, noch eine Anklage gegen irgendetwas. Die Feindseligkeit, womit gewisse Personen darin die Amerikaner und das amerikanische System ansehen, ist die ihrige, aus der Handlung entstehend, und nicht die des Autors. Das Bild ist offensichtlich einseitig. Es ist auch durchaus möglich.“

## Auszeichnungen
Für diese indianische Liebesgeschichte erhielt La Farge 1930 den Pulitzer-Preis. „Überzeugend in seiner Stärke und Einfachheit und seiner Treue zu den tiefsten Impulsen der menschlichen Natur“ (The New York Times), ist Laughing Boy ein beispielloser Blick sowohl auf die Navajo-Kultur als auch auf das Vermächtnis von Tradition und Verlust, das alle Amerikaner teilen.

## Verfilmung
Im Jahr 1934 wurde Laughing Boy unter der Regie von W. S. Van Dyke unter dem gleichen Titel verfilmt, mit Ramón Novarro in der Rolle des Laughing Boy und Lupe Vélez als Slim Girl.

## Zensur
Das Buch wurde von der Schulbehörde des Freischulbezirks des Island Trees Union Free School Districts in New York aus den Bibliotheksregalen der High School entfernt. Das wurde 1982 Gegenstand eines Falles des Obersten Gerichtshofs der Vereinigten Staaten.

## Übersetzung
Ins Deutsche wurde der Text von der Lyrikerin und Erzählerin Luise gen. Lulu von Strauß und Torney (1873–1956) übersetzt, der Ehefrau und Lektorin des Verlegers Eugen Diederichs (1867–1930). 